# Campionato sudamericano maschile di pallavolo 1961
Il IV campionato sudamericano maschile di pallavolo si è svolto nel 1961 a Lima, in Perù. Al torneo hanno partecipato 5 squadre nazionali sudamericane e la vittoria finale è andata per la quarta volta consecutiva al Brasile.

## Squadre partecipanti
- Argentina
- Brasile
- Cile
- Colombia
- Perù

## Classifica finale
| Classifica | Squadre   |
| ---------- | --------- |
|            | Brasile   |
|            | Cile      |
|            | Argentina |
| 4          | Perù      |
| 5          | Colombia  |